# Ngựa Miyako
Ngựa Miyako (chữ Nhật: 宮古馬 Miyako uma) là giống ngựa quý hiếm có nguồn gốc từ đảo Miyako, Nhật Bản. Ngựa Miyako là một trong tám giống được coi là có nguồn gốc từ Nhật Bản. Đảo Miyako ở tỉnh Okinawa đã được biết đến như một khu vực chăn nuôi ngựa trong nhiều thế kỷ, và những con ngựa nhỏ luôn được tìm thấy trong khu vực này. Trong và sau Thế chiến II, chúng được lai với những con ngựa lớn hơn để tăng kích thước của chúng lên khoảng 14 gang cho mục đích nông nghiệp. Chúng chủ yếu được sử dụng như cưỡi ngựa và làm việc nhẹ. Vào khoảng năm 1955, dân số của giống đạt đỉnh khoảng 10.000 đầu ngựa, nhưng với sự gia tăng của động cơ, giống ngựa này bắt đầu suy giảm. Từ năm 1975, những nỗ lực lớn đã được thực hiện để bảo tồn vài con ngựa Miyako còn sót lại, vì giống ngựa này có thời cổ đại lớn. Chỉ có bảy đầu ngựa đã sống vào năm 1983, dân số đã tăng lên 25 con ngựa vào năm 1993, nhưng đã giảm xuống còn 19 con vào năm 2001. Giống này được bảo vệ bởi chính phủ Nhật Bản với tình trạng của nó được liệt kê là "Quan trọng để duy trì." Ngựa Miyako chủ yếu có lông màu đậm hoặc màu vàng hoe nhạt và khá giống với con ngựa Mông Cổ.